# Eliminatorias de la Liga de Campeones Femenina de la CAF 2021
La Liga de Campeones Femenina de la CAF, también conocido como TotalEnergies, por razones de patrocinio, es la primera edición del campeonato de fútbol de mujeres en África organizado por la Confederación de Fútbol africano (CAF). Esta edición se jugó en dos fases; la clasificatoria zonal se realizó entre el 24 de julio y el 9 de septiembre. El torneo final, se realizó en El Cairo, Egipto, entre el 5 y el 19 de noviembre.
La clasificación se llevó a cabo en las 6 subconfederaciones de la CAF. Al final de la clasificación, los equipos clasificados se redujeron a los 8 finalistas que luego pasarían a la fase de grupos de esta edición del torneo, que se llevó a cabo en dos estadios en El Cairo, Egipto, del 5 al 19 de noviembre de 2021.  Estos equipos estaban compuestos por un equipo ganador de cada una de las competiciones de clasificación de las subconfederaciones de la CAF (WAFU se divide en dos zonas), el equipo ganador de la liga del país anfitrión y, solo para esta edición, un equipo adicional de la subconfederación de los campeones de la Copa Africana de Naciones Femenina de 2018.

## Equipos
Todos los equipos participantes se clasificaron para sus competiciones clasificatorias subregionales tras ganar sus respectivos títulos de liga nacional y lograron que la CAF aceptara sus solicitudes de licencia de club. Un total de 33 (de 54) países tuvieron al menos un equipo que participó en esta primera edición clasificatoria.
| Zonas   | Zonas   | Equipos                     | Equipos                    | Equipos                   | Equipos                      |
| ------- | ------- | --------------------------- | -------------------------- | ------------------------- | ---------------------------- |
| UNAF    | UNAF    | Afak Relizane (1st)         | Wadi Degla (1st)           | AS FAR (1st)              | AS Banque de l'Habitat (1st) |
|         |         |                             |                            |                           |                              |
| WAFU    | A       | Seven Stars (1st)           | Determine Girls (1st)      | AS Mandé (1st)            | Dakar Sacré-Cœur (1st)       |
| WAFU    | B       | US Forces Armées (1st)      | Onze Sœurs de Gagnoa (1st) | Hasaacas Ladies (1st)     | AS Police (1st)              |
| WAFU    | B       | Rivers Angels (1st)         | Amis du Monde (1st)        |                           |                              |
|         |         |                             |                            |                           |                              |
| UNIFFAC | UNIFFAC | Louves Minproff (1st)       | FCF Amani (1st)            | Malabo Kings (1st)        | Missile FC (1st)             |
|         |         |                             |                            |                           |                              |
| CECAFA  | CECAFA  | PVP Buyenzi (1st)           | FAD Club (1st)             | CBE FC (1st)              | Vihiga Queens (1st)          |
| CECAFA  | CECAFA  | Yei Join Star (1st)         | Simba Queens (1st)         | Lady Doves (1st)          | New Generation FC (1st)      |
|         |         |                             |                            |                           |                              |
| COSAFA  | COSAFA  | Double Actions Ladies (1st) | Manzini Wonderers (1st)    | LDF LFC (1st)             | Tura Magic (1st)             |
| COSAFA  | COSAFA  | Mamelodi Sundowns (1st)     | Green Buffaloes (1st)      | Black Rhinos Queens (1st) |                              |

## Clasificación
Cada subconfederación de la CAF celebró un torneo clasificatorio, comenzando con la UNAF para el norte de África y la WAFU Zona A para África Occidental y terminando con la final para la competencia de la COSAFA. Las ganadoras de estos torneos avanzaron a la fase de grupos de la Liga de Campeones Femenina de la CAF 2021, donde se les unieron las campeonas de la liga del país anfitrión y otro equipo de la subconfederación de las campeonas de la Copa Africana de Naciones Femenina 2018. 

## Torneo zonal
Un ganador de cada región avanza al torneo final.

### UNAF
El sorteo de esta edición de clasificación se celebró el 7 de julio de 2021 y la competición en sí se desarrolló del 24 al 30 de julio en Berkane, Marruecos.
| Pos. | Equipo                 | Pts. | PJ | G | E | P | GF | GC | Dif. | Clasificación |      | FAR | AFR | ASB |
| ---- | ---------------------- | ---- | -- | - | - | - | -- | -- | ---- | ------------- | ---- | --- | --- | --- |
| 1    | AS FAR (H)             | 6    | 2  | 2 | 0 | 0 | 14 | 1  | +13  | Torneo Final  |      | —   | 4–1 |     |
| 2    | Afak Relizane          | 3    | 2  | 1 | 0 | 1 | 4  | 5  | −1   |               |      |     | —   | 3–1 |
| 3    | AS Banque de l'Habitat | 0    | 2  | 0 | 0 | 2 | 1  | 13 | −12  |               | 0–10 |     | —   |     |

 Fuente: 
Criterios de clasificación: 
| 24 de julio de 2021 | Afak Relizane                                 | 3:1     | AS Banque de l'Habitat | Estadio Municipal de Berkane, Berkán |                         |
| 17:00               | - Hamidèche 41' - Kandouci 61' - Bouhenni 85' | Reporte | - Ben Mohamed 45'      | Árbitro(s): Sabah Sadir              | Árbitro(s): Sabah Sadir |

| 27 de julio de 2021 | AS FAR                               | 4:1     | Afak Relizane         | Estadio Municipal de Berkane, Berkán |                             |
| 17:00               | - Chebbak 16' - Jraïdi 35', 37', 89' | Reporte | - Bouhenni 45' (pen.) | Árbitro(s): Dorsaf Ganouati          | Árbitro(s): Dorsaf Ganouati |

| 30 de julio de 2021 | AS Banque de l'Habitat | 0:10    | AS FAR | Estadio Municipal de Berkane, Berkán  |                                       |
| 18:00               |                        | Reporte | - Jraïdi 14', 43', 59' - Tagnaout 24' - Moudni 30' - Chebbak 45' (pen.) - Aït El Haj 54' (pen.) - Yaakoubi 56' (a.g.) - Badri 65' - Jbilou 77' (pen.) | Árbitro(s): Shahanda Saad Al-Maghraby | Árbitro(s): Shahanda Saad Al-Maghraby |

### WAFU
Esta zona se divide en dos.

##### WAFU Zona A
El torneo tuvo lugar en Mindelo, Cabo Verde, entre el 24 y el 30 de julio.
Las ganadoras del torneo se clasificaron para la fase final de la Liga de Campeones Femenina de la CAF 2021 que se celebró en Egipto.

##### Grupo A
| Pos. | Equipo           | Pts. | PJ | G | E | P | GF | GC | Dif. | Clasificación              |     | ASM | ASD | DGF | SST |
| ---- | ---------------- | ---- | -- | - | - | - | -- | -- | ---- | -------------------------- | --- | --- | --- | --- | --- |
| 1    | AS Mandé         | 7    | 3  | 2 | 1 | 0 | 10 | 2  | +8   | Avanza a Fase eliminatoria |     | —   | 4–0 | 4–0 |     |
| 2    | Dakar Sacré-Cœur | 6    | 3  | 2 | 0 | 1 | 4  | 6  | −2   |                            |     |     | —   |     | 2–1 |
| 3    | Determine Girls  | 3    | 3  | 1 | 0 | 2 | 3  | 6  | −3   |                            |     | 1–2 | —   |     |     |
| 4    | Seven Stars      | 1    | 3  | 0 | 1 | 2 | 3  | 6  | −3   |                            | 2–2 |     | 0–2 | —   |     |

 Fuente: CAF
| 24 de julio de 2021 | Seven Stars        | 2:2     | AS Mandé                        | Estadio Adérito Sena, Mindelo, Cabo Verde |                           |
|                     | - Lopes 63', 90+1' | Reporte | - Touré 26' (pen.) - Diarra 29' | Árbitro(s): Isatou Touray                 | Árbitro(s): Isatou Touray |

| 24 de julio de 2021 | Determine Girls | 1:2     | Dakar Sacré-Cœur  | Estadio Adérito Sena, Mindelo, Cabo Verde |                         |
|                     | - Sylla 26'     | Reporte | - Ndiaye 48', 71' | Árbitro(s): Aïssata Lam                   | Árbitro(s): Aïssata Lam |

| 27 de julio de 2021 | AS Mandé                                  | 4:0     | Determine Girls | Estadio Adérito Sena, Mindelo, Cabo Verde |                              |
|                     | - Touré 12', 85' - Keita 66' - Diarra 68' | Reporte |                 | Árbitro(s): Mame Coumba Faye              | Árbitro(s): Mame Coumba Faye |

| 27 de julio de 2021 | Dakar Sacré-Cœur         | 2:1     | Seven Stars           | Estadio Adérito Sena, Mindelo, Cabo Verde |                             |
|                     | - Ndiaye 51', 76' (pen.) | Reporte | - Semedo 45+2' (pen.) | Árbitro(s): Rokiatou Fofana               | Árbitro(s): Rokiatou Fofana |

| 30 de julio de 2021 | Seven Stars | 0:2     | Determine Girls                  | Estadio Adérito Sena, Mindelo, Cabo Verde |                               |
|                     |             | Reporte | - Agbotsu 40' - Sylla 48' (pen.) | Árbitro(s): Félicité Kourouma             | Árbitro(s): Félicité Kourouma |

| 30 de julio de 2021 | AS Mandé                                         | 4:0     | Dakar Sacré-Cœur | Estadio Adérito Sena, Mindelo, Cabo Verde |                         |
|                     | - Touré 4' - Diarra 18', 24' (pen.) - Traoré 87' | Reporte |                  | Árbitro(s): Aïssata Lam                   | Árbitro(s): Aïssata Lam |

#### WAFU Zona B
El torneo tuvo lugar en Marcory, Costa de Marfil entre el 24 de julio y el 5 de agosto de 2021.

#### Grupo 1
| Pos. | Equipo                    | Pts. | PJ | G | E | P | GF | GC | Dif. | Clasificación               |  | USF | AAM | OSG |
| ---- | ------------------------- | ---- | -- | - | - | - | -- | -- | ---- | --------------------------- |  | --- | --- | --- |
| 1    | US Forces Armées          | 6    | 2  | 2 | 0 | 0 | 3  | 1  | +2   | Avanzan a Fase eliminatoria |  | —   | 2–1 |     |
| 2    | Académie Amis du Monde FC | 1    | 2  | 0 | 1 | 1 | 3  | 4  | −1   | Avanzan a Fase eliminatoria |  |     | —   | 2–2 |
| 3    | Onze Sœurs de Gagnoa      | 1    | 2  | 0 | 1 | 1 | 2  | 3  | −1   |                             |  | 0–1 |     | —   |

 Fuente: CAF
| 24 de julio de 2021 | Onze Sœurs de Gagnoa | 0:1     | US Forces Armées | Estadio Robert Champroux, Abiyán, Costa de Marfil |                           |
| 16:00               |                      | Reporte | - Tamboura 43'   | Árbitro(s): Edoh Kindedji                         | Árbitro(s): Edoh Kindedji |

| 27 de julio de 2021 | Académie Amis du Monde FC      | 2:2     | Onze Sœurs de Gagnoa       | Estadio Robert Champroux, Abiyán, Costa de Marfil |                             |
| 16:00               | - Yapi 28' (a.g.) - Badate 38' | Reporte | - Ouedraogo 8' - Kreto 39' | Árbitro(s): Yemisi Akintoye                       | Árbitro(s): Yemisi Akintoye |

| 30 de julio de 2021 | US Forces Armées                | 2:1     | Académie Amis du Monde FC | Estadio Robert Champroux, Abiyán, Costa de Marfil |                              |
| 16:00               | - Omolatcho 8' (a.g.) - Kie 83' | Reporte | - Tassa 17'               | Árbitro(s): Nafissa Iro Sani                      | Árbitro(s): Nafissa Iro Sani |

#### Grupo 2
| Pos. | Equipo               | Pts. | PJ | G | E | P | GF | GC | Dif. | Clasificación               |  | RIV | HAL | ASP |
| ---- | -------------------- | ---- | -- | - | - | - | -- | -- | ---- | --------------------------- |  | --- | --- | --- |
| 1    | Rivers Angels F.C.   | 6    | 2  | 2 | 0 | 0 | 7  | 0  | +7   | Avanzan a Fase eliminatoria |  | —   | 2–0 |     |
| 2    | Hasaacas Ladies F.C. | 3    | 2  | 1 | 0 | 1 | 3  | 2  | +1   | Avanzan a Fase eliminatoria |  |     | —   | 3–0 |
| 3    | AS Police            | 0    | 2  | 0 | 0 | 2 | 0  | 8  | −8   |                             |  | 0–5 |     | —   |

 Fuente: CAF
| 24 de julio de 2021 | Rivers Angels F.C.          | 2:0     | Hasaacas Ladies F.C. | Estadio Robert Champroux, Abiyán, Costa de Marfil |                          |
| 19:00               | - Abiodun 17' - Ezenagu 53' | Reporte |                      | Árbitro(s): Zomadre Kore                          | Árbitro(s): Zomadre Kore |

| 27 de julio de 2021 | AS Police | 0:5     | Rivers Angels F.C.                                    | Estadio Robert Champroux, Abiyán, Costa de Marfil |                                   |
| 19:00               |           | Reporte | - Oghenebrume 13', 60' - Ogebe 35' - Ezenagu 44', 76' | Árbitro(s): Kayodé Laurande Offin                 | Árbitro(s): Kayodé Laurande Offin |

| 30 de julio de 2021 | Hasaacas Ladies F.C.             | 3:0     | AS Police | Estadio Robert Champroux, Abiyán, Costa de Marfil |                                |
| 19:00               | - Boaduwaa 23' - Pokuaa 44', 73' | Reporte |           | Árbitro(s): Jacqueline Nikiema                    | Árbitro(s): Jacqueline Nikiema |

#### Fase eliminatoria
|  | Semifinales                          | Semifinales                          |   |                                      | Final                                | Final |  |
|  |                                      |                                      |   |                                      |                                      |       |  |
|  |                                      |                                      |   |                                      |                                      |       |  |
|  | 2 de agosto, Abiyán, Costa de Marfil |                                      |   |                                      |                                      |       |  |
|  | US Forces Armées                     | 0                                    |   |                                      |                                      |       |  |
|  | Hasaacas Ladies                      | 2                                    |   |                                      |                                      |       |  |
|  |                                      |                                      |   |                                      |                                      |       |  |
|  |                                      |                                      |   |                                      | 5 de agosto, Abiyán, Costa de Marfil |       |  |
|  |                                      |                                      |   |                                      | Hasaacas Ladies                      | 3     |  |
|  |                                      | Rivers Angels                        | 1 |                                      |                                      |       |  |
|  |                                      |                                      |   |                                      |                                      |       |  |
|  |                                      |                                      |   |                                      |                                      |       |  |
|  |                                      |                                      |   |                                      | Tercer lugar                         |       |  |
|  | 2 de agosto, Abiyán, Costa de Marfil | 2 de agosto, Abiyán, Costa de Marfil |   | 5 de agosto, Abiyán, Costa de Marfil | 5 de agosto, Abiyán, Costa de Marfil |       |  |
|  | Rivers Angels                        | 5                                    |   | US Forces Armées                     | 0                                    |       |  |
|  | Académie Amis du Monde FC            | 1                                    |   |                                      | Académie Amis du Monde FC            | 2     |  |

#### Semifinales
| 2 de agosto de 2021 | US Forces Armées | 0:2     | Hasaacas Ladies           | Estadio Robert Champroux, Abiyán, Costa de Marfil |                              |
| 15:30               |                  | Reporte | - Badu 44' - Boaduwaa 59' | Árbitro(s): Nafissa Iro Sani                      | Árbitro(s): Nafissa Iro Sani |

| 2 de septiembre de 2021 | Rivers Angels                                                            | 5:1     | Académie Amis du Monde FC | Estadio Robert Champroux, Abiyán, Costa de Marfil |                                   |
| 19:00                   | - Abiodun 16' - Ezenagu Ogochukwu 21', 78' - Iyabo 65' - Onyedikachi 67' | Reporte | - Badate 73' (pen.)       | Árbitro(s): Kayodé Laurande Offin                 | Árbitro(s): Kayodé Laurande Offin |

#### Partido por el tercer puesto
| 5 de septiembre de 2021 | US Forces Armées | 0:2     | Académie Amis du Monde FC | Estadio Robert Champroux, Abiyán, Costa de Marfil |                             |
| 15:30                   |                  | Reporte | - Sama 35' - Aboudou 54'  | Árbitro(s): Yemisi Akintoye                       | Árbitro(s): Yemisi Akintoye |

#### Final
| 5 de septiembre de 2021 | Hasaacas Ladies                       | 3:1     | Rivers Angels   | Estadio Robert Champroux, Abiyán, Costa de Marfil |                                |
| 19:00                   | - Appiah 1' - Agyekum 41' - Bugre 57' | Reporte | - Ikechukwu 10' | Árbitro(s): Jacqueline Nikiema                    | Árbitro(s): Jacqueline Nikiema |

### UNIFFAC
El torneo se desarrolló entre el 1 y el 29 de agosto de 2021 en partidos de ida y vuelta, al igual que la final. El partido de ida se realizará en Malabo, Guinea Ecuatorial y el de vuelta en Kindu, República Democrática del Congo.

#### Semifinal
| 1 de agosto de 2021 | Louves Minproff | 0:3     | Malabo Kings                     | [[]], Yaundé, Camerún              |                                    |
|                     |                 | Reporte | - Bella 11', 42' - Mfwamba 90+1' | Árbitro(s): Valerie Omanda Anselle | Árbitro(s): Valerie Omanda Anselle |

| 15 de agosto de 2021 | Malabo Kings | 1:0     | Louves Minproff | [[]], Malabo, Guinea Ecuatorial |                               |
|                      | - Gbogou 10' | Reporte |                 | Árbitro(s): Carine Ayom Ampur   | Árbitro(s): Carine Ayom Ampur |

| 1 de agosto de 2021 | Missile FC | 1:0     | FCF Amani | Estadio Augustin Monédan de Sibang, Libreville, Gabón |                                 |
|                     | - Nzé 27'  | Reporte |           | Árbitro(s): Marie Jose Ngo Biem                       | Árbitro(s): Marie Jose Ngo Biem |

| 15 de agosto de 2021 | FCF Amani                     | 3:1     | Missile FC    | Stade Joseph Kabila Kabange, Kindú, República Democrática del Congo |                         |
|                      | - Kalubi 27', 35' - Ndoze 54' | Reporte | Be Nkoghe 50' | Árbitro(s): Agnes Ngoma                                             | Árbitro(s): Agnes Ngoma |

#### Final
| 29 de agosto de 2021 | Malabo Kings                             | 4:1     | FCF Amani   | Nuevo Estadio de Malabo, Malabo, Guinea Ecuatorial |                   |
|                      | - Mpele 2' - Gbogou 36' (pen.), 46', 62' | Reporte | - Kasaj 21' | Árbitro(s): [[ ]]                                  | Árbitro(s): [[ ]] |

| 12 de septiembre de 2021 | FCF Amani | 0:1     | Malabo Kings  | Stade Joseph Kabila Kabange, Kindú, República Democrática del Congo |                   |
|                          |           | Reporte | - Mfwamba 47' | Árbitro(s): [[ ]]                                                   | Árbitro(s): [[ ]] |

### CECAFA
El sorteo para el torneo de clasificación para los equipos de la CECAFA (conocido como Liga de Campeones Femenina de la CECAFA) se llevó a cabo el 8 de julio de 2021. El torneo en sí se desarrolló entre el 28 de agosto y el 9 de septiembre en Nairobi, Kenia.
Etapa de grupo

#### Grupo A
| Pos. | Equipo         | Pts. | PJ | G | E | P | GF | GC | Dif. | Clasificación               |  | SIM | LDW | PVP | FAD  |
| ---- | -------------- | ---- | -- | - | - | - | -- | -- | ---- | --------------------------- |  | --- | --- | --- | ---- |
| 1    | Simba Queens   | 7    | 3  | 2 | 1 | 0 | 14 | 1  | +13  | Avanzan a Fase eliminatoria |  | —   |     |     | 10–0 |
| 2    | Lady Doves WFC | 7    | 3  | 2 | 1 | 0 | 8  | 0  | +8   | Avanzan a Fase eliminatoria |  | 0–0 | —   | 3–0 | 5–0  |
| 3    | PVP Buyenzi    | 3    | 3  | 1 | 0 | 2 | 3  | 8  | −5   |                             |  | 1–4 |     | —   | 2–1  |
| 4    | FAD Club       | 0    | 3  | 0 | 0 | 3 | 1  | 17 | −16  |                             |  |     |     | —   |      |

 Fuente: CAF
| 28 de agosto de 2021 | Lady Doves WFC                                                        | 5:0     | FAD Club | Estadio Nacional Nyayo, Nairobi, Kenia |                                |
| 13:00 UTC+02:00      | - Nabbossa 16' - Ikwaput 30', 85' - Abdillahi 60' (a.g.) - Doumba 53' | Reporte |          | Árbitro(s): Medab Wondmu Biftu         | Árbitro(s): Medab Wondmu Biftu |

| 28 de agosto de 2021 | PVP Buyenzi         | 1:4     | Simba Queens                                    | Estadio Nacional Nyayo, Nairobi, Kenia |                              |
| 16:00 UTC+02:00      | - Rehema 52' (pen.) | Reporte | - Bhobho 2' - Mawete 32', 88' (pen.) - Juma 75' | Árbitro(s): Carolyne Wanjala           | Árbitro(s): Carolyne Wanjala |

| 31 de agosto de 2021 | Lady Doves WFC | 0:0     | Simba Queens | Centro Deportivo Internacional Moi, Kasarani, Nairobi, Kenia |                             |
| 13:00 UTC+02:00      |                | Reporte |              | Árbitro(s): Asnakech Gebire                                  | Árbitro(s): Asnakech Gebire |

| 31 de agosto de 2021 | PVP Buyenzi       | 2:1 | FAD Club     | Estadio Nacional Nyayo, Nairobi, Kenia |                              |
| 16:00 UTC+02:00      | - Rehema 22', 53' |     | - Lerman 37' | Árbitro(s): Josphine Wanjiku           | Árbitro(s): Josphine Wanjiku |

| 3 de septiembre de 2021 | Lady Doves WFC                       | 3:0     | PVP Buyenzi | Estadio Nacional Nyayo, Nairobi, Kenia |  |
| 13:00 UTC+02:00         | - Spencer ?' - Alupo ?' - Ikwaput ?' | Reporte |             |                                        |  |

| 3 de septiembre de 2021 | Simba Queens                                                              | 10:0    | FAD Club | Centro Deportivo Internacional Moi, Kasarani, Nairobi, Kenia |                             |
| 13:00 UTC+02:00         | - Mawete ?', ?', ?' - Clement ?', ?', ?' - Nnunka ?', ?' - Djafari ?', ?' | Reporte |          | Árbitro(s): Darlene Nduwayo                                  | Árbitro(s): Darlene Nduwayo |

#### Grupo B
| Pos. | Equipo            | Pts. | PJ | G | E | P | GF | GC | Dif. | Clasificación               |  | CBE | VIQ  | YJS  | NGE  |
| ---- | ----------------- | ---- | -- | - | - | - | -- | -- | ---- | --------------------------- |  | --- | ---- | ---- | ---- |
| 1    | CBE FC            | 9    | 3  | 3 | 0 | 0 | 24 | 3  | +21  | Avanzan a Fase eliminatoria |  | —   | 4–2  | 10–0 | 10–1 |
| 2    | Vihiga Queens FC  | 6    | 3  | 2 | 0 | 1 | 21 | 4  | +17  | Avanzan a Fase eliminatoria |  |     | —    |      |      |
| 3    | Yei Join Stars FC | 3    | 3  | 1 | 0 | 2 | 2  | 22 | −20  |                             |  |     | 0–11 | —    | 2–1  |
| 4    | New Generation FC | 0    | 3  | 0 | 0 | 3 | 2  | 20 | −18  |                             |  | 0–8 |      | —    |      |

 Fuente: CAF
| 29 de agosto de 2021 | Yei Join Stars FC                | 2:1     | New Generation FC | Estadio Nacional Nyayo, Nairobi, Kenia |                             |
| 13:00 UTC+02:00      | - Joseph 14' - Debora Joseph 38' | Reporte | - Juma 63'        | Árbitro(s): Suavis Iratunga            | Árbitro(s): Suavis Iratunga |

| 29 de agosto de 2021 | CBE FC                            | 4:2     | Vihiga Queens FC   | Estadio Nacional Nyayo, Nairobi, Kenia |                              |
| 16:00 UTC+02:00      | - Busser 9', 22', 69' - Abera 78' | Reporte | - Achieng 12', 39' | Árbitro(s): Shamirah Nabadda           | Árbitro(s): Shamirah Nabadda |

| 1 de septiembre de 2021 | CBE FC                                                                             | 10:1    | New Generation FC | Centro Deportivo Internacional Moi, Kasarani, Nairobi, Kenia |                             |
| 13:00 UTC+02:00         | - Awol 8', ?', ?' - Abera ?', ?', 47 pen.', 58', 87 pen.' - Tadesse ?' - Asfaw 75' | Reporte | - Mpanja 18'      | Árbitro(s): Darlene Nduwayo                                  | Árbitro(s): Darlene Nduwayo |

| 1 de septiembre de 2021 | Yei Join Stars FC | 0:11    | Vihiga Queens FC                                                                            | Centro Deportivo Internacional Moi, Kasarani, Nairobi, Kenia |                                     |
| 16:00 UTC+02:00         |                   | Reporte | - Engesha ?', 50 ' - Achien’g ?', ?', 67 ' - Wanyonyi ?', ?', ? ', 65' - Shikangwa ?', 70 ' | Árbitro(s): Florentina Zabron Chief                          | Árbitro(s): Florentina Zabron Chief |

| 3 de septiembre de 2021 | CBE FC                                                                  | 10:0    | Yei Join Stars FC | Centro Deportivo Internacional Moi, Kasarani, Nairobi, Kenia |                              |
| 16:00 UTC+02:00         | - Abera 14', 25', 31', 37', 59', 79 ' - Awol 9', 36 ' - Worana 34', ? ' | Reporte |                   | Árbitro(s): Josphine Wanjiku                                 | Árbitro(s): Josphine Wanjiku |

| 3 de septiembre de 2021 | New Generation FC | 0:8     | Vihiga Queens FC                                    | Estadio Nacional Nyayo, Nairobi, Kenia |                             |
| 16:00 UTC+02:00         |                   | Reporte | - Engesha 52', ?', ?' - Anyango 62 ' - Achieng 87 ' | Árbitro(s): Asnakech Gebire            | Árbitro(s): Asnakech Gebire |

#### Semifinales
|  | Semifinales                     | Semifinales                     |   |                                           | Final                                     | Final |  |
|  |                                 |                                 |   |                                           |                                           |       |  |
|  |                                 |                                 |   |                                           |                                           |       |  |
|  | 6 de septiembre, Nairobi, Kenia |                                 |   |                                           |                                           |       |  |
|  | Simba Queens                    | 1                               |   |                                           |                                           |       |  |
|  | Vihiga Queens                   | 2                               |   |                                           |                                           |       |  |
|  |                                 |                                 |   |                                           |                                           |       |  |
|  |                                 |                                 |   |                                           | 9 de septiembre, Kasarani, Nairobi, Kenia |       |  |
|  |                                 |                                 |   |                                           | Vihiga Queens                             | 2     |  |
|  |                                 | CBE FC                          | 1 |                                           |                                           |       |  |
|  |                                 |                                 |   |                                           |                                           |       |  |
|  |                                 |                                 |   |                                           |                                           |       |  |
|  |                                 |                                 |   |                                           | Tercer lugar                              |       |  |
|  | 6 de septiembre, Nairobi, Kenia | 6 de septiembre, Nairobi, Kenia |   | 9 de septiembre, Kasarani, Nairobi, Kenia | 9 de septiembre, Kasarani, Nairobi, Kenia |       |  |
|  | CBE FC                          | 1 (5)                           |   | Simba Queens                              | 1                                         |       |  |
|  | Lady Doves WFC                  | 1 (3)                           |   |                                           | Lady Doves WFC                            | 2     |  |

| 6 de septiembre de 2021 | Simba Queens | 1:2     | Vihiga Queens                | Estadio Nacional Nyayo, Nairobi, Kenia |                              |
| 13:00 UTC+02:00         | - Mnunka ?'  | Reporte | - Achieng ?' - Shikangwa 87' | Árbitro(s): Josphine Wanjiku           | Árbitro(s): Josphine Wanjiku |

| 6 de septiembre de 2021 | CBE FC     | 1:1 (5:3 p.) | Lady Doves WFC | Estadio Nacional Nyayo, Nairobi, Kenia |                             |
| 16:00 UTC+02:00         | - Abera 8' | Reporte      | - Ikwaput 51'  | Árbitro(s): Asnakech Gebire            | Árbitro(s): Asnakech Gebire |

#### Por el tercer lugar
| 9 de septiembre de 2021 | Simba Queens | 1:2     | Lady Doves WFC              | Centro Deportivo Internacional Moi, Kasarani, Nairobi, Kenia |                              |
| 13:00 UTC+02:00         | - Djafari ?' | Reporte | - Nakacwa 21' - Ikwaput 83' | Árbitro(s): Josphine Wanjiku                                 | Árbitro(s): Josphine Wanjiku |

#### Final
| 9 de septiembre de 2021 | Vihiga Queens      | 2:1     | CBE FC               | Centro Deportivo Internacional Moi, Kasarani, Nairobi, Kenia |                             |
| 16:00 UTC+02:00         | - Shikangwa ?', ?' | Reporte | - Makokha 52' (a.g.) | Árbitro(s): Suavis Iratunga                                  | Árbitro(s): Suavis Iratunga |

### COSAFA
La COSAFA organizó un torneo de clasificación para sus países conocido como la Liga de Campeones Femenina de la COSAFA para clasificar a sus ganadoras. Se celebró el 29 de julio de 2021 y la competición en sí tuvo lugar en el Estadio Sugar Ray Xulu en Durban, Sudáfrica, del 26 al 31 de agosto de 2021. Ocho equipos fueron sorteados en dos grupos de cuatro y los dos primeros de cada grupo avanzaron a la fase eliminatoria (semifinales). 

#### Grupo A
| Pos. | Equipo                   | Pts. | PJ | G | E | P | GF | GC | Dif. | Clasificación               |  | MSL | DAL | MW  | LDF |
| ---- | ------------------------ | ---- | -- | - | - | - | -- | -- | ---- | --------------------------- |  | --- | --- | --- | --- |
| 1    | Mamelodi Sundowns Ladies | 0    | 0  | 0 | 0 | 0 | 0  | 0  | 0    | Avanzan a Fase eliminatoria |  | —   | 6–0 | 6–1 | 6–0 |
| 2    | Double Action Ladies     | 0    | 0  | 0 | 0 | 0 | 0  | 0  | 0    | Avanzan a Fase eliminatoria |  |     | —   | 3–0 |     |
| 3    | Manzini Wanderers LFC    | 0    | 0  | 0 | 0 | 0 | 0  | 0  | 0    |                             |  |     |     | —   |     |
| 4    | Lesotho Defense Force    | 0    | 0  | 0 | 0 | 0 | 0  | 0  | 0    |                             |  | 0–6 | 1–1 | —   |     |

 Fuente: CAF
| 26 de agosto de 2021 | Double Action Ladies                             | 3:0     | Manzini Wanderers LFC | King Zwelithini Stadium, Durban, Sudáfrica |                                  |
| 12:00                | - Moloi 27' - Radiakanyo 55' - G. Ontlametse 78' | Reporte |                       | Árbitro(s): Antsino Twanyanyukwa           | Árbitro(s): Antsino Twanyanyukwa |

| 26 de agosto de 2021 | Mamelodi Sundowns Ladies                                            | 6:0     | Lesotho Defense Force | King Zwelithini Stadium, Durban, Sudáfrica |                            |
| 15:00                | - Mgcoyi 15', 66', 69' - R. Mulaudz 20' - Kgadiete 60' - Rabale 90' | Reporte |                       | Árbitro(s): Letticia Viana                 | Árbitro(s): Letticia Viana |

| 28 de agosto de 2021 | Lesotho Defense Force | 1:1     | Manzini Wanderers LFC | King Zwelithini Stadium, Durban, Sudáfrica |                            |
| 12:00                | - K. Lebakeng 3'      | Reporte | - N. Sanga 89'        | Árbitro(s): Patience Mumba                 | Árbitro(s): Patience Mumba |

| 28 de agosto de 2021 | Mamelodi Sundowns Ladies                                        | 6:0     | Double Action Ladies | King Zwelithini Stadium, Durban, Sudáfrica |                                  |
| 15:00                | - Nhlapo 13' - Kgadiete 25', 46', 63' - Mgcoyi 50' - Daweti 74' | Reporte |                      | Árbitro(s): Antsino Twanyanyukwa           | Árbitro(s): Antsino Twanyanyukwa |

| 30 de agosto de 2021 | Lesotho Defense Force | 0:6     | Double Action Ladies                                                          | King Zwelithini Stadium, Durban, Sudáfrica |                            |
| 12:00                |                       | Reporte | - G. Ontlametse 3' - Radiakanyo 14', 75' - B. Otlhagile 27' - L. Kgalaeng 40' | Árbitro(s): Letticia Viana                 | Árbitro(s): Letticia Viana |

| 30 de agosto de 2021 | Mamelodi Sundowns Ladies                                           | 6:1     | Manzini Wanderers LFC | King Zwelithini Stadium, Durban, Sudáfrica |                                |
| 15:00                | - C. Esau 10', 27' - Daweti 35', 56' - T. Masibi 52' - K. Mali 72' | Reporte | - N. Sanga 67'        | Árbitro(s): Itumeleng Methikga             | Árbitro(s): Itumeleng Methikga |

#### Grupo B
| Pos. | Equipo                     | Pts. | PJ | G | E | P | GF | GC | Dif. | Clasificación              |  | BRQ | GBL | TML |
| ---- | -------------------------- | ---- | -- | - | - | - | -- | -- | ---- | -------------------------- |  | --- | --- | --- |
| 1    | Black Rhinos Queens FC     | 0    | 0  | 0 | 0 | 0 | 0  | 0  | 0    | Avanza a Fase eliminatoria |  | —   |     |     |
| 2    | Green Buffaloes Women F.C. | 0    | 0  | 0 | 0 | 0 | 0  | 0  | 0    | Avanza a Fase eliminatoria |  | 0–2 | —   | 1–0 |
| 3    | Tura Magic Ladies FC       | 0    | 0  | 0 | 0 | 0 | 0  | 0  | 0    |                            |  | 0–3 |     | —   |

 Fuente: CAF
| 27 de agosto de 2021 | Green Buffaloes Women F.C. | 0:2     | Black Rhinos Queens FC        | Estadio King Zwelithini, Durban, Sudáfrica |                                |
| 14:00                |                            | Reporte | - Nyaumwe 60' - C. Katona 73' | Árbitro(s): Itumeleng Methikga             | Árbitro(s): Itumeleng Methikga |

| 29 de agosto de 2021 | Tura Magic Ladies FC | 0:3     | Black Rhinos Queens FC            | Estadio Moses Mabhida, Durban, Sudáfrica |                                |
| 14:00                |                      | Reporte | - Makore 23', 68' - C. Katona 66' | Árbitro(s): Nteboheleng Setoko           | Árbitro(s): Nteboheleng Setoko |

| 31 de agosto de 2021 | Green Buffaloes Women F.C. | 1:0     | Tura Magic Ladies FC | Estadio Moses Mabhida, Durban, Sudáfrica |                                |
| 14:00                | Mulenga 88'                | Reporte |                      | Árbitro(s): Nteboheleng Setoko           | Árbitro(s): Nteboheleng Setoko |

#### Fase eliminatoria
En la fase eliminatoria, se podrán utilizar tiempos extra y tandas de penaltis, si es necesario, para los desempates si el marcador está empatado después del tiempo reglamentario normal.
|  | Semifinales                        | Semifinales              |   |  | Final                              | Final |  |
|  |                                    |                          |   |  |                                    |       |  |
|  | 2 de septiembre, Durban, Sudáfrica |                          |   |  |                                    |       |  |
|  | Black Rhinos Queens                | 2                        |   |  |                                    |       |  |
|  | Double Action Ladies               | 0                        |   |  |                                    |       |  |
|  |                                    |                          |   |  |                                    |       |  |
|  |                                    |                          |   |  | 4 de septiembre, Durban, Sudáfrica |       |  |
|  |                                    |                          |   |  | Black Rhinos Queens                | 0     |  |
|  |                                    | Mamelodi Sundowns Ladies | 3 |  |                                    |       |  |
|  |                                    |                          |   |  |                                    |       |  |
|  |                                    |                          |   |  |                                    |       |  |
|  |                                    |                          |   |  |                                    |       |  |
|  | 2 de septiembre, Durban, Sudáfrica |                          |   |  |                                    |       |  |
|  | Mamelodi Sundowns Ladies           | 1                        |   |  |                                    |       |  |
|  | Green Buffaloes                    | 0                        |   |  |                                    |       |  |

#### Semifinales
| 2 de septiembre de 2021 | Black Rhinos Queens         | 2:0     | Double Action Ladies | Estadio Moses Mabhida, Durban, Sudáfrica |                                  |
| 12:00                   | - Chirandu 4' - Nyaumwe 15' | Reporte |                      | Árbitro(s): Antsino Twanyanyukwa         | Árbitro(s): Antsino Twanyanyukwa |

| 2 de septiembre de 2021 | Mamelodi Sundowns Ladies | 1:0     | Green Buffaloes | Estadio King Zwelithini, Durban, Sudáfrica |                                |
| 15:00                   | - Kgadiete 44'           | Reporte |                 | Árbitro(s): Itumeleng Methikga             | Árbitro(s): Itumeleng Methikga |

#### Final
| 2 de septiembre de 2021 | Black Rhinos Queens | 0:3     | Mamelodi Sundowns Ladies                       | Estadio King Zwelithini, Durban, Sudáfrica |                            |
| 15:00                   |                     | Reporte | - L. Kgasago 12' - N. Mthandi 78' - Rabale 90' | Árbitro(s): Letticia Viana                 | Árbitro(s): Letticia Viana |

## Goleadoras
El premio fue entregado a Evelyn Badu por haber marcado mayor número de goles en el torneo final.

### Fase de clasificatoria
| Jugador                   | Equipo              | Goles |
| ------------------------- | ------------------- | ----- |
| Loza Abera                | CBE FC              | 13    |
| Medina Awol               | CBE FC              | 8     |
| Jentrix Shikangwa         | Vihiga Queens       | 7     |
| Maryann Ezenagu Ogochukwu | Rivers Angels F.C.  | 7     |
| Maurine Achieng           | Vihiga Queens       | 6     |
| Ibtissam Jraïdi           | AS FAR              | 6     |
| Flavine Mawete            | Simba Queens        | 5     |
| Melinda Kgadiete          | Mamelodi Sundowns   | 5     |
| Fazila Ikwaput            | Lady Doves          | 5     |
| Stéphanie Gbogou          | Malabo Kings        | 4     |
| Violet Wanyonyi           | Vihiga Queens       | 4     |
| Fatoumata Diarra          | AS Mandé            | 4     |
| Bassira Touré             | AS Mandé            | 4     |
| Nguenar Ndiaye            | AS Dakar Sacré-Cœur | 4     |
| Andisiwe Mgcoyi           | Mamelodi Sundowns   | 4     |
| Opah Clement              | Simba Queens        | 4     |

### Fase de torneo final
| Jugador                          | Equipo            | Goles |
| -------------------------------- | ----------------- | ----- |
| Evelyn Badu                      | Hasaacas Ladies   | 5     |
| Stéphanie Gbogou                 | Malabo Kings      | 3     |
| Sanaâ Mssoudy                    | FAR Rabat         | 3     |
| Noha El Solh                     | Wadi Degla        | 2     |
| Fatumata Dukureh                 | Wadi Degla        | 2     |
| Jasmin Theresa "Ayala" Zachwieja | Wadi Degla        | 2     |
| Perpetual Agyekum                | Hasaacas Ladies   | 2     |
| Ghizlane Chebbak                 | FAR Rabat         | 2     |
| Vivian Obianujuwan Ikechukwu     | Rivers Angels     | 2     |
| Carol Carioca                    | Malabo Kings      | 1     |
| Muriel Lynda Mendoua             | Malabo Kings      | 1     |
| Grâce Balongo                    | Malabo Kings      | 1     |
| Doris Boaduwaa                   | Hasaacas Ladies   | 1     |
| Faustina Nyame                   | Hasaacas Ladies   | 1     |
| Veronica Appiah                  | Hasaacas Ladies   | 1     |
| Jentrix Shikangwa                | Vihiga Queens     | 1     |
| Violet Wanyonyi                  | Vihiga Queens     | 1     |
| Awa Traoré                       | Mandé             | 1     |
| Bassira Touré                    | Mandé             | 1     |
| Najat Badri                      | FAR Rabat         | 1     |
| Fatima Tagnaout                  | FAR Rabat         | 1     |
| Oluwadamilola Iyabo Koku         | Rivers Angels     | 1     |
| Gift Monday                      | Rivers Angels     | 1     |
| Melinda Kgadiete                 | Mamelodi Sundowns | 1     |
| Andisiwe Mgcoyi                  | Mamelodi Sundowns | 1     |
| Chuene Morifi                    | Mamelodi Sundowns | 1     |
| Zanele Nhlapho                   | Mamelodi Sundowns | 1     |